# مقاطعة عينبة
مقاطعة عينبة (بالصومالية: Degmada Caynaba)‏ إحدى مقاطعات محافظة سول شمال الصومال، عاصمتها مدينة عينبة. وتضم مدنا أخرى منها ودمغو، وور إداد، وبركات علي حرسي، وجوطيلي، وهبري هيشَي، وعيل دهب، وعيغاغ، وأوغ، وبدوين، وغوسويني، وقوري طيري.

## التنقيب عن النفط
في نوفمبر 2019 أعلنت شركة جينيل إنيرجي عن تقديراتها بوجود احتياطات نفطية تصل إلى 1.3 مليار برميل من النفط في كتلة SL10B/13 شمال مقاطعة عينبة، وأشارت الشركة إلى أن الحقل إذا طُوّر سينتج 50 ألف برميل من النفط يوميا. في ديسمبر 2021، وقعت شركة جينيل إنرجي صفقة شاملة مع شركة OPIC الصومالية، المدعومة من شركة سي بي سي التايوانية، بشأن الكتلة SL10B/13. ووفقا لشركة جينيل، فإن الحقل النفطي من المتوقع أنه يحوي أكثر من 5 مليارات برميل من النفط.

## التركيبة السكانية
يصل إجمالي عدد سكان المقاطعة إلى 59,427، وتستوطنها عشائر صومالية هبر جعلو من إسحاق.

## روابط خارجية
- مناطق الصومال
- الخريطة الإدارية لمقاطعة عينبة